# ポリグラフ
ポリグラフ（英: polygraph）とは、複数の生理反応を同時に記録する装置のことを指し、ポリグラフ検査とは皮膚電気活動や呼吸、心拍などを同時に測定し、その結果をもとに、特に犯罪捜査などの事情聴取の過程で、特定の事実について知っているか否かを鑑別する手がかりとするものである。
歴史的に「嘘発見器」や虚偽を検出するものといった名称や認識がなされてきたこともあったが、現在ではポリグラフ検査は「ウソを発見する」ものではなく、「記憶検査の一種」であるとされている。
嘘発見器とあるが、単純に嘘の数値を示すメーターがあるわけではなく、単に複数の生理反応を測定、記録が便利なように一つの機器にまとめたものである。

## 用語
ギリシャ語のpolygraphos（多く書くこと）から派生し、1871年に「身体の複数の計測を行う装置」という意味で用いられ、1921年に「嘘発見器」の意味で用いられた。

## ポリグラフ検査

### ポリグラフ検査の歴史
1895年、チェーザレ・ロンブローゾが脳波の実務検査を行っており、これがポリグラフ検査の嚆矢とされる。1914年にはベヌッシ、1917年にはマーストンが、それぞれ虚偽検出の有効性を確認した。ベヌッシは呼吸、マーストンは収縮期血圧を検証材料として用いた。
本格的にポリグラフ検査を導入したのは、バークレー警察のラーソンである。ラーソンは、血圧、脳波、呼吸を測定する装置による検査を1921年より開始、そのデータの集積を、1932年著書として刊行した。その後、キーラーが、これらに加えて皮膚電気活動も測定する装置を開発。この「キーラー式ポリグラフ装置」は現在使われているポリグラフ装置とほぼ同様の構造である。
日本では、捜査員の圧迫に屈服し、虚偽の自白を容疑者がしてしまうことを防ぐ為、また捜査の徹底化、虚偽自白防止といった捜査の高度化を目的として、2004年（平成16年）までにデジタル式のポリグラフ検査装置が全国に配備された。

### 法廷における有効性

#### 国外の法廷における有効性
ポリグラフ検査は犯罪捜査の事情聴取においてある程度参考になる有効な手法ではあるが、米英の司法において「法廷で有効な証拠（admissible evidence）」つまり証拠能力があるとは一般に認められていない。裁判に「証拠」として提出するには条件があり、なおかつ提出しても弁護側から「法廷での有効性」を過去の判例などを元に証拠能力を否定されてしまう。
アメリカ合衆国においては州ごとに法律が異なり、全く認めない州（ニューヨーク州、イリノイ州、テキサス州）と、検察と弁護側の両方が同意した時に限り認められる州、とに分かれる。警察がポリグラフ検査を使用すること自体を禁じている州もある。
また、欧米においてポリグラフ検査は法科学としても認められていない。後述するように「ポリグラフ検査自体は科学的原理に基づくものであるものの、そこで見られる生理反応について裁判員・陪審員にも説明ができないと、科学的な手法としては認めてもらえず、証拠能力を持たない」からである。

#### 日本の法廷における有効性
日本の法廷での有効性は、欧米のそれとは異なり、1966年6月30日の東京高等裁判所における判例、および1968年2月8日の最高裁判所の回答によって、いくつかの要件を満たせば証拠能力が認められると判断されている。また、犯罪捜査において毎年5,000件以上の検査が実施されているとされる。
しかしながら、日本国内でもポリグラフ検査を刑事手続に利用すること及び証拠能力を認めることに対し、否定的な考えもある。その理由としては、ポリグラフ検査の証拠能力が認められる要件である、検査者の適格性、検査機器の適格性、鑑定書の適格性の3点に対して、以下のような反論をされ得るからである。
- 被検査者の記憶は、他人やマスコミからの伝聞であったりすることを完全に排除することができず、認識があるというだけで真実、とは言えない。
- ポリグラフの検査者の中立性を疑問視。
- ポリグラフ検査は100％の判定ではなく、誤判別の確率はどの程度あり、その原因は何か、そもそも判定がなぜ、どのように生理反応として出現するのか、が具体的に裁判員・陪審員にも説明できなければ、科学的手法として広く認知されることは困難。

以上の理由から、ポリグラフ検査自体は科学的な根拠に基づいて確立された科学的な方法ではあるが、事件捜査においてのポリグラフ検査にはまだ信頼性に乏しい要素が多くあり、主に捜査の初期段階において捜査の参考として活用されうるもので、現状では科学であるとはいえず、被疑者の人生を左右する裁判においてはその証拠能力が認めづらいと言える。

## 医療機器としてのポリグラフ
日本では普及当所、製造メーカーによって「生体監視記録装置」や「医用ポリグラフ」などと名付けられたが、近年の医療現場では「患者モニタ」や略して単に「モニタ」と呼ばれることもある。手術室で術中の、生体情報モニタとして使われるほか、集中治療室など医療分野で広く用いられている。心電図、心拍数、血圧、呼吸曲線などが同一画面に描かれ、手術内容や患者の病状に応じて測定パラメーターが追加される。日本の製造メーカーには日本光電工業、フクダ電子などがある。
また、睡眠時無呼吸症候群（ポリソムノグラフィ）等の睡眠障害の診断では「睡眠ポリグラフ検査」が行われる。